# Pecquencourt
Pecquencourt (Nederlands: Vissershoven) is een gemeente in het Franse Noorderdepartement (Frans: département du Nord). De gemeente telde 6.160 inwoners op 1 januari 2022.
In Pecquencourt bevond zich de voormalige Abdij van Anchin.

## Geografie
De oppervlakte van bedroeg op Pecquencourt 1 januari 2022 9,6 vierkante kilometer; de bevolkingsdichtheid was toen 641,7 inwoners per km².

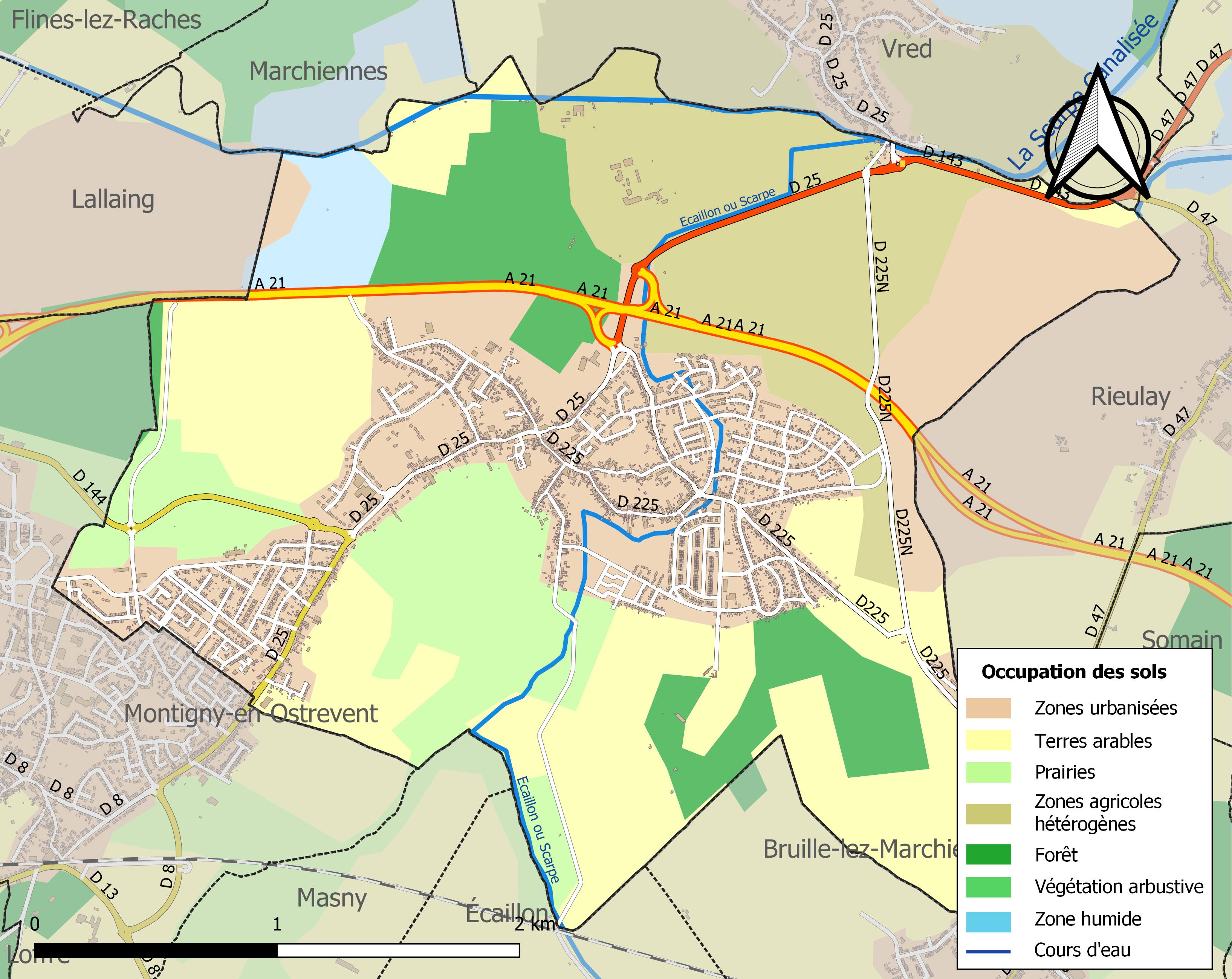
Kaart van de gemeente met belangrijkste infrastructuur, bodemgebruik en omliggende gemeenten

## Bezienswaardigheden
- De Sint-Gilliskerk (Église Saint-Gilles) heeft een 12e-eeuwse voorgevel en 13e-eeuwse zijbeuken. Het koor is 12e-eeuws maar de achterkant is van 1527. Het altaar en de communiebank zijn in smeedijzer uitgevoerd en afkomstig van de Abdij van Anchin.
- De Abdij van Anchin

## Natuur en landschap
Pecquencourt kende twee steenkoolmijnen namelijk de Fosse Lemay die in werking was van 1912-1972 en de Fosse Barrois die in bedrijf was van 1931-1984. Ten noorden van het stadje stroomt de Scarpe. De hoogte aan de kerk bedraagt 22 meter.

## Demografie
Onderstaande figuur toont het verloop van het inwonertal (bron: INSEE-tellingen).

## Nabijgelegen kernen
Vred, Rieulay, Bruille-lez-Marchiennes, Montigny-en-Ostrevent, Lallaing